# Salvatore Muratore

Bischofswappen von Salvatore Muratore

Salvatore Muratore (* 28. Dezember 1946 in Campobello di Licata, Italien) ist ein italienischer Geistlicher und emeritierter römisch-katholischer Bischof von Nicosia.

## Leben
Salvatore Muratore empfing am 17. Mai 1970 die Priesterweihe für das Bistum Agrigent.
Papst Benedikt XVI. ernannt ihn am 22. Januar 2009 zum Bischof von Nicosia. Am 25. März 2009 spendete ihm Carmelo Ferraro, emeritierter Erzbischof von Agrigent, in der Kathedrale von Agrigent die Bischofsweihe. Mitkonsekratoren waren der emeritierte Erzbischof von Catania, Luigi Bommarito, und der Erzbischof von Agrigent, Francesco Montenegro. Die Amtseinführung in der Kathedrale von Nicosia fand am 28. März 2009 statt.
Papst Franziskus nahm am 23. April 2022 seinen altersbedingten Rücktritt an.